# Мирская иешива
Ми́рская иешива  (идиш מירער ישיבה‎, ивр. ישיבת מיר‎) — одно из самых известных еврейских высших учебных религиозных заведений, крупнейшая из иешив литовского направления в ортодоксальном иудаизме. Была основана в местечке Мир в Российской империи (ныне Беларусь). После нескольких переездов во время Второй мировой войны разделилась на три иешивы — одна в Иерусалиме (с дополнительным отделением в Модиин-Илите), и две других в Бруклине (Нью-Йорк).
Мирская иешива сыграла выдающуюся роль в развитии религиозного образования, её называли «Иешиват рашей иешивот» (с ивр. — «Иешива руководителей иешив»), поскольку большинство преподавателей и руководителей иешив «литовского» направления перед Второй мировой войной и после неё учились в Мире.

## Основание иешивы
С XVIII века местечко Мир являлось важным духовным центром польско-литовского еврейства. В 1815 году самый образованный еврей местечка — знаток Торы и успешный предприниматель Шмуэль Тиктинский — основал в Мире иешиву и поддерживал её в течение восьми лет. Возглавил иешиву его сын и помощник Авраам (Авром) Тиктинский.
В 1835 году Шмуэль и Авраам Тиктинские трагически погибли, и иешиву возглавил местный раввин Й. Д. Айзенштадт (Мирер). К 1840 году иешива уже пользовалась большой известностью и насчитывала до 100 учеников.
В 1850 году внук основателя иешивы раввин Хаим-Лейб (Хаим-Лейб-Иегуда) Тиктинский поселился в Мире и стал ведущим раввином иешивы. Под его руководством репутация Мирской иешивы выросла ещё больше, и по числу учеников уступала только иешиве Воложина.
В 1899 году, после смерти Хаима-Лейба Тиктинского, дело отца продолжил его младший сын Авраам Тиктинский, который пригласил на должность главы Мирской иешивы раввина Элиягу-Баруха Камая. Под его руководством Мирская иешива получила полное признание как вторая по важности иешива литовского направления после Воложинской иешивы, а после её закрытия вышла на первый план. Это положение Мирская иешива сохраняла вплоть до Второй мировой войны.
В 1903 году дочь раввина Камая Малка вышла замуж за раввина Элиэзера-Иегуду Финкеля, сына легендарного раввина Слободки Натана-Цви Финкеля. И с 1909 года раввин Финкель возглавил иешиву.

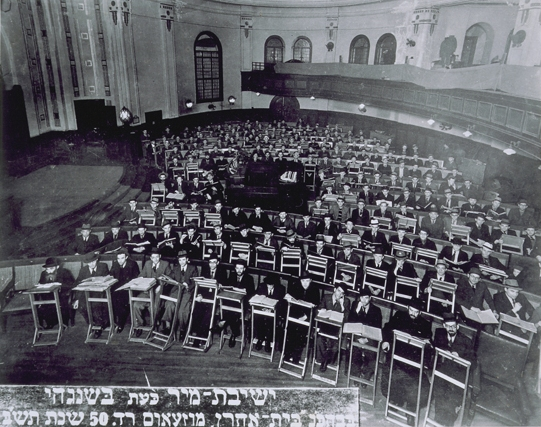
Ученики и преподаватели эвакуированной Мирской иешивы на занятии в зале синагоги Бейт-Аарон в Шанхае, 1942 год

## Между мировыми войнами
В годы Первой мировой войны студенты иешивы временно переехали в Полтаву. Раввин Камай остался с еврейской общиной в Мире. В 1917 году умер, и этом же году его сын раввин Авраам-Цви Камай занял пост раввина Мира, а раввин Элиэзер-Иегуда Финкель был главой иешивы.

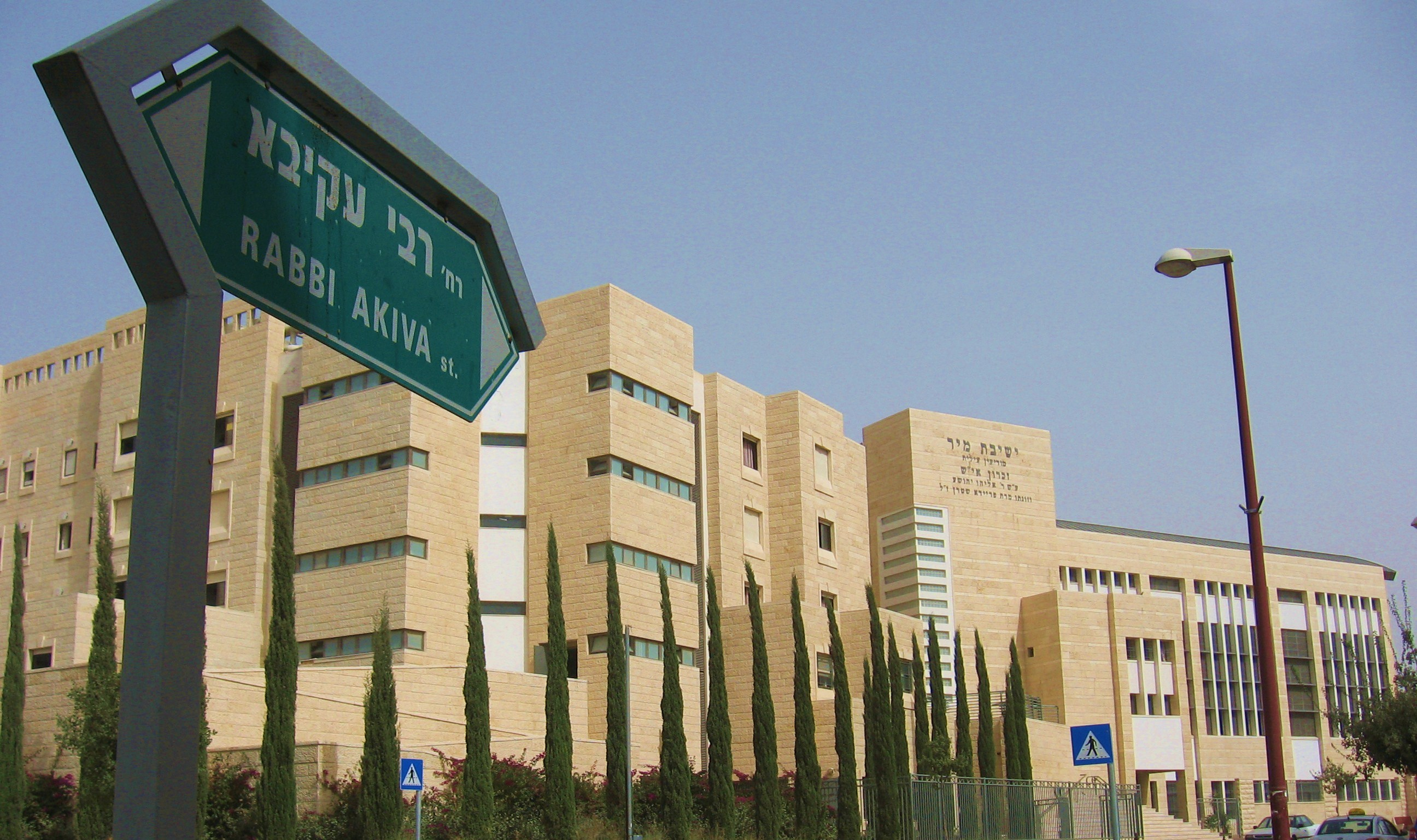
Здание Мирской иешивы в Модиин-Илите

В 1921 году иешива возобновила свою работу в Мире во главе с раввином Финкелем и Камаем. Должность машгиаха (духовного руководителя) занимал последователь движения «Мусар» рав Йерухам Левовиц. В межвоенный период десятки молодых способных евреев не только из Польши и Литвы, но и со всей Европы, Америки, Южной Африки и Австралии, стремились попасть на учёбу в Мирскую иешиву. В 1931 году в иешиве было 435 учащихся, затем их число выросло почти до 500.
Раввином иешивы в 1930-х годах был Авраам-Цви Камай.

## Спасение
В 1939 году, с угрозой нацистской Германии с запада и с приходом советской власти с востока, студенты и преподаватели иешивы переехали в Вильно. Но было очевидно, что иешива, чтобы выжить, должна бежать из оккупированной Советским Союзом Литвы.
Летом 1940 года японский консул в Литве, Тиунэ Сугихара, выдал студентам иешивы, как и ещё нескольким тысячам евреев, транзитные японские визы, по которым был возможен выезд на Дальний Восток через территорию СССР. В результате осенью 1940 года Мирская иешива выехала в Москву, а затем по Транссибирской магистрали добралась до Владивостока и до Японии. Вскоре, после изгнания евреев из Японии, иешива во главе с раввином Финкелем обосновалась в Шанхае, где работала до 1947 года.

## Воссоздание после войны
По окончании войны иешива, разделенная на две ветви, возобновила свою работу в Бруклине (Нью-Йорк) и в Иерусалиме под одноименным названием «Мир».